# Les mouettes meurent au port
Pour plus de détails, voir Fiche technique et Distribution.
Les mouettes meurent au port (en néerlandais : Meeuwen sterven in de haven) (1955) est un film de fiction réalisé collectivement par Rik Kuypers (à cette époque cinéaste amateur), Ivo Michiels (écrivain et critique de cinéma) et Roland Verhavert (critique de cinéma), et est l'un des films les plus importants du cinéma belge des années 1950.
L'utilisation du noir et blanc, les décors urbains, les errances sans espoir d’un héros tourmenté et les tensions d’un canevas policier peuvent sans doute se rattacher à une esthétique expressionniste, mais on évoque aussi à son propos quelques films européens (Le Troisième Homme [1949] et Jeux interdits [1952]) ou américain (Sur les quais [1954]) plus proches dans le temps.
Ce film est produit par Metropool Films.

## Synopsis
Les dernières heures de cavale d'un mari assassin qui erre dans la ville d'Anvers.

## Fiche technique
- Titre : Les Mouettes meurent au port
- Titre original : Meeuwen sterven in de haven
- Réalisation : Rik Kuypers, Ivo Michiels et Roland Verhavert
- Scénario : Rik Kuypers, Ivo Michiels et Roland Verhavert
- Musique : A. Casarès, Max Damasse, Jack Sels et Jos Van der Smissen
- Photographie : Johan Blansjaar
- Montage : Raymonde Beaudoux
- Production : Bruno De Winter
- Société de production : Metropool Films
- Pays :  Belgique
- Genre : Drame
- Durée : 94 minutes
- Dates de sortie : 
  -  Belgique : 14 octobre 1955

## Distribution
- Julien Schoenaerts : l'étranger
- Dora van der Groen : la prostituée
- Tine Balder : la femme du batelier
- Gigi[2] : l'orpheline
- Piet Frison : le batelier
- Tone Brulin : le maquereau
- Alice De Graef

## Distinctions
Le film a été présenté en sélection officielle en compétition au Festival de Cannes 1956.